# Emmanuel Mendy
Emmanuel Henry Gomis Mendy (né le 30 mars 1990 à Madina Gounass au Sénégal) est un joueur de football international bissaoguinéen d'origine sénégalaise, qui évolue au poste de défenseur.
Il évolue avec le club de Pulpileño.

## Biographie

### Carrière en club
Emmanuel Mendy joue deux matchs en Ligue Europa avec le club letton du Daugava Riga.

### Carrière en sélection
Il reçoit sa première sélection en équipe de Guinée-Bissau le 23 mars 2016, contre le Kenya (victoire 1-0).
Il participe avec l'équipe de Guinée-Bissau à la Coupe d'Afrique des nations 2017 organisée au Gabon.

## Palmarès
Dinamo Tbilissi
| - Championnat de Géorgie (1) : - Champion : 2012-13. - Coupe de Géorgie (1) : - Vainqueur : 2012-13. |  | - Supercoupe de Géorgie : - Finaliste : 2013. |